# Динамо (футбольный клуб, Черновцы)
Динамо — советский футбольный клуб из Черновцов. Основан в 1940 году. Вместе с черновицким «Спартаком» считается одним из первых профессиональных клубов (командой мастеров) города Черновцы с приходом советской власти.
Последний раз упоминается, как советская команда в 1958 году. В 1993 году при поддержке МВД Украины в Черновицкой области, в частности Ивана Зайцева была создана украинская футбольная команда.

## История

Состав «Динамо» 1949 года

Футбольная команда принимала участие в различных соревнованиях еще в 1940-1950-х годах, а восстановили коллектив в 1993 году. Команда побеждала на многих международных турнирах и участвовала в чемпионате Европы среди полицейских.

## Достижения
Кубок УССР
- Четвертьфиналист (4): 1944, 1945, 1950, 1952

Чемпионат Черновицкой области
- Чемпион (6): 1948, 1951, 1953, 1954, 1956, 1958

Кубок Черновицкой области
- Обладатель (5): 1941, 1950, 1953, 1954, 1958

## Статистика выступлений
Проведённые сезоны в чемпионатах:
 Вторая группа (первая лига СССР)
 КФК (чемпионат УССР)
 *: Зональный этап
Проведённые сезоны в кубках:
 Кубок СССР
 Кубок УССР
 *: Зональный этап